# Hepatitis granulomatosa
La hepatitis granulomatosa es una enfermedad poco frecuente, de etiología no conocida que suele cursar con fiebre de origen desconocido y astenia. El diagnóstico se realiza una vez que han sido descartadas otras entidades asociadas a granulomas hepáticos. 
Puede haber granulomas hepáticos asociados a la tuberculosis, sarcoidosis, reacciones medicamentosas, brucelosis, infecciones por hongos, cirrosis biliar primaria, mononucleosis infecciosa, enfermedad de hodgkin, vasculitis, beriliosis, e infecciones parasitarias. Los pacientes con algunos de estos procesos suelen presentar signos y síntomas de la enfermedad subyacente. Los granulomas hepáticos forman parte, en tales casos de la enfermedad sistémica y suelen desaparecer cuando se trata esta.

## Patogenia
Se desconoce la causa de la hepatitis granulomatosa. Se piensa que representa una respuesta inflamatoria a un estímulo desconocido.

## Anatomía patológica
La biopsia hepática revela granulomas bien definidos, no caseificados, distribuidos en todo el parénquima. Suele un elevado de células inflamatorias mononucleares en el interior de las sinusoides, desestructuración hepatocelular, con escasos focos de necrosis distribuidas por todo el ovolillo hepático y ensanchamiento portal con infiltración de células mononucleares y fibrosis. 

## Signos clínicos
Los pacientes con hepatitis granulomatosa presentan generalmente fiebre de origen desconocido. La temperatura es a veces superior a los 41 °C y la mayoría de los pacientes sufren escalofríos sudoración nocturna. Casi siempre hay astenia. Manifestaciones menos frecuentes son artralgias, pérdida de peso, dolor abdominal, náuseas y vómitos. Más del 50 % de los pacientes hepatomegalia, esplenomegalia o ambas. Raramente aparecen signos de hipertensión portal o fracaso hepático.

## Datos de laboratorio y diagnóstico
En el 40% de los pacientes, la velocidad de sedimentación es superior a 100 mm/hora. El 25% presentan anemia. Las pruebas de función hepática no resultan especialmente alteradas. Así, la mayoría de los pacientes tienen una discreta elevación de la fosfatasa alcalina, transaminasas y globulinos gama, mientras que la albúmina sérica puede estar un poco disminuida. Es rara la ictericia. El diagnóstico se basa en la presencia de granulomas distribuidos por todo el lóbulo hepático y en la exclusión de otras enfermedades asociadas a aquellos.

## Tratamiento
La hepatitis granulomatosa responde de forma invariable al tratamiento con corticosteroides. Suele resultar adecuada una dosis inicial de 30 mg/día de prednisona, que debe ajustarse, por lo demás a cada caso concreto. Tras la remisión clínica debe continuarse el tratamiento con corticosteroides en días alternos. En algunos pacientes, la remisión prosigue todavía después de la gradual suspensión de la prednisona, mientras que en otros reaparece la enfermedad, y hay que prolongar el tratamiento. Debido a la dificultad para la identificación y cultivo de Mycobacterium tuberculosis a partir de biopsia hepática, en todos los pacientes con hepatitis granulomatosa de etiología oscura debe administrarse un tratamiento de prueba con tuberculostáticos.